# 33727 Kummel
33727 Kummel este o planetă minoră (asteroid) din centura de asteroizi. A fost descoperită pe 14 iulie 1999 la Experimental Test Site⁠(d) de Lincoln Near-Earth Asteroid Research. 
Obiectul prezintă o orbită caracterizată de o semiaxă mare de 2,7381134 UAi, o excentricitate de 0,09, o înclinație de 9,82062 ° în raport cu ecliptica.